# Marc-Emile Ruchet
Marc-Emile Ruchet ( 14 de Setembro de 1853 - 13 de Julho de 1912) foi um político da Suíça.
Ele foi eleito para o Conselho Federal suíço em 14 de Dezembro de 1899 e terminou o mandato a 9 de Julho de 1912.
Marc-Emile Ruchet foi Presidente da Confederação suíça em 1905 e 1911.